# Gavin Johnson (calciatore)
Gavin Johnson (Stowmarket, 10 ottobre 1970) è un ex calciatore inglese, di ruolo difensore.

## Caratteristiche tecniche
Era un terzino sinistro.

## Carriera
Esordisce tra i professionisti nella stagione 1989-1990 all'età di 19 anni con l'Ipswich Town, club della seconda divisione inglese, con cui realizza 2 reti in 59 presenze in complessivi 3 campionati in questa categoria, l'ultimo dei quali è la vittoriosa Second Division 1991-1992, al termine della quale il club viene promosso in prima divisione. Nella stagione 1992-1993 Johnson gioca stabilmente da titolare, mettendo a segno 5 reti in 40 presenze, ma già nella stagione successiva viene impiegato con minore frequenza, giocando 16 partite, a cui aggiunge altre 17 presenze nella stagione 1994-1995, la sua ultima nel club. Dopo un totale di 73 presenze e 7 reti in prima divisione, nella seconda parte della stagione 1994-1995 gioca infatti in seconda divisione al Luton Town, dove fa registrare solamente 5 presenze. A fine campionato passa al Wigan, club di quarta divisione, dove rimane per complessive 3 stagioni, l'ultima delle quali in terza divisione (a seguito della vittoria della Third Division 1996-1997). Nell'estate del 1998 va in Scozia per giocare con il Dunfermline, club della prima divisione locale: dopo 18 presenze senza reti torna però in Inghilterra, al Colchester Utd, club della terza divisione inglese: rimane qui per le successive 6 stagioni, con un bilancio totale di 146 presenze e 13 reti in partite di campionato. Dopo aver trascorso gli ultimi mesi della stagione 2004-2005 in quarta divisione al Boston Utd, l'anno seguente vince il campionato nella medesima categoria con il Northampton Town (24 presenze ed una rete), che comunque dopo la promozione in terza divisione lo cede all'Oxford Utd, club con la cui maglia Johnson nella stagione 2006-2007 mette a segno una rete in 30 presenze (29 in campionato ed una nei play-off) in Football Conference (quinta divisione e più alto livello calcistico inglese al di fuori della Football League). All'età di 37 anni abbandona quindi la carriera professionistica, trascorrendo le successive 3 stagioni con i semiprofessionisti del Bury Town, in Southern Football League Division One Midland (ottava divisione), campionato che vince nella stagione 2009-2010. Dal 2010 al 2013, anno in cui all'età di 43 anni si ritira definitivamente dall'attività agonistica, continua invece a giocare a livello dilettantistico.

## Palmarès

### Club

#### Competizioni nazionali
- Campionato inglese di seconda divisione: 1

Ipswich Town: 1991-1992
- Campionato inglese di quarta divisione: 2

Wigan: 1996-1997
Northampton Town: 2005-2006

#### Competizioni regionali
- Southern Football League Division One Midland: 1

Bury Town: 2009-2010